# Henry D. Gilpin

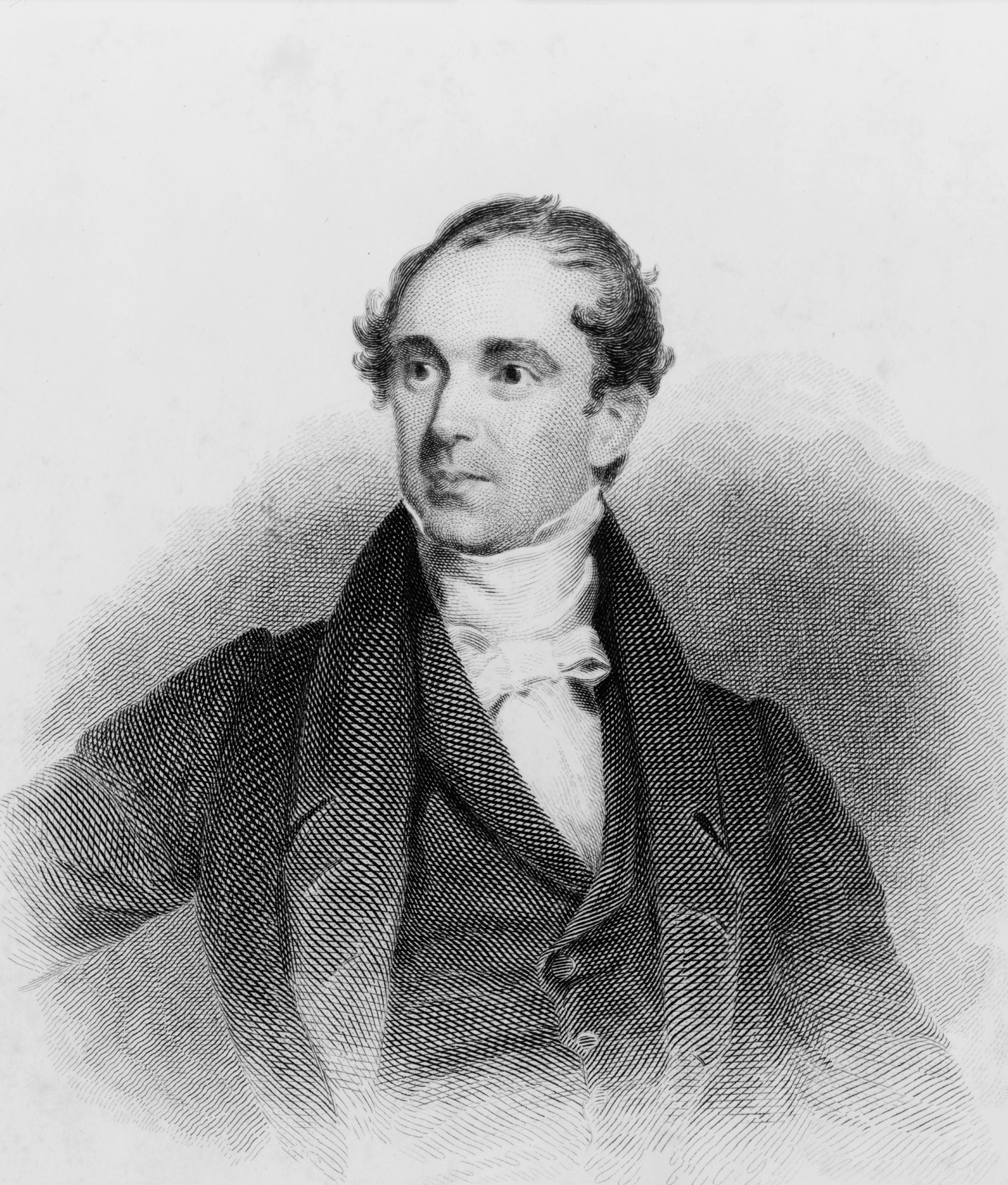
Henry D. Gilpin

Henry Dilworth Gilpin, född 14 april 1801, död 29 januari 1860, var en amerikansk politiker och kväkare.
Gilpin föddes i Lancaster, England. Modern var en ättling till kväkarefamiljen Dilworth från Lancaster. Fadern var papperbruksägare i den amerikanska delstaten Delaware.
Gilpin studerade vid University of Pennsylvania och hade en framgångsrik karriär som jurist i delstaten Pennsylvania.
Han tjänstgjorde som USA:s justitieminister under president Martin Van Buren 1840-1841 och representerade den amerikanska regeringen inför USA:s högsta domstol i det uppmärksammade fallet Amistad.
Gilpin avled i Philadelphia 1860.